# Епіпалеоліт

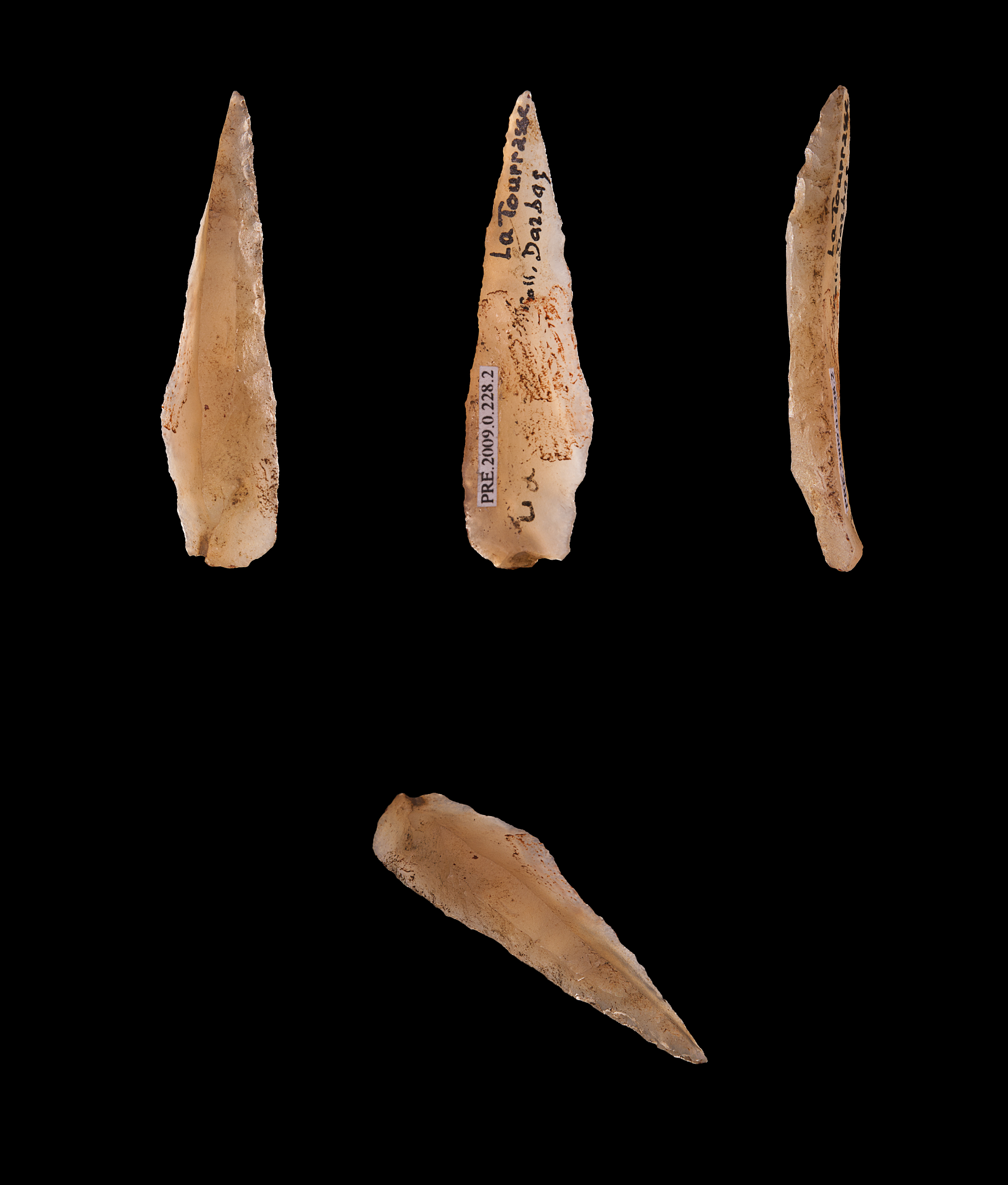

Епіпалеоліт, кінцева давно-кам'яна доба (від дав.-гр. ἐπί — верхній, παλαιός — давній і λίθος — камінь) — термін для позначення «виробів кінцевого періоду палеоліту в кінці останньої льодовикової епохи, які за технологією збігаються з мезолітичними виробами». Застосовується переважно до близькосхідних та кримської мезолітичних індустрій, що за часом збігаються з пізнім палеолітом в Європі.

## Опис
Хронологічно епіпалеоліт збігається з мезолітом і є різновидом останнього. Термін «епіпалеоліт», однак, має свою специфіку — він вживається для позначення тих культур, які (майже) не торкнулося закінчення льодовикової епохи, як, наприклад, Натуфійська культура Леванту, тоді як термін «мезоліт» використовується по відношенню до Західної Європи, де зникнення мегафауни справило великий вплив на палеолітичні популяції в кінці льодовикової епохи (в тому числі європейські культури періоду після заледеніння: азільську, совтерську, тарденуазьку, маглемозе та ін.).
Іноді термін використовується в іншому значенні. Як пише Альфонсо Моура:
|  | Мовою доісторичної археології найпоширеніша тенденція використовувати термін «епіпалеоліт» для комплексів виробів груп мисливців-збирачів після палеоліту. І в той же час, вироби тих груп, які перейшли до штучного виробництва продуктів харчування, позначаються як «мезолітичні». |

Епіпалеолітичні мисливці-збирачі виготовляли досить досконалі для свого часу вироби з невеликих кременів або обсидіану, відомі як мікроліти, які насаджувалися на дерев'яні рукоятки.
Зазвичай мешканці епохи епіпалеоліту вели кочовий спосіб життя.